# Aiden Burn
Aiden Burn is een personage uit de televisieserie CSI: NY. Ze werd gespeeld door Vanessa Ferlito.

## Overzicht
Aiden was een inwoner van Brooklyn die de gave had zich zeer snel aan te passen aan nieuwe situaties. Ze had een liefde en motivatie voor haar werk gelijk aan dat van Sara Sidle uit CSI: Crime Scene Investigation.
In seizoen twee werd ze echter ontslagen in de aflevering Grand Murder At Central Station nadat ze geobsedeerd werd in het oplossing van een verkrachtingszaak waarbij haar vriendin, Regina Bowen, het slachtoffer was. Regina was verkracht door een man genaamd D.J. Pratt, maar had geen aanklacht tegen hem ingediend. Dit terwijl forensisch bewijs hem wel aanwees als de schuldige. Regina werd later een tweede keer verkracht door D.J. Pratt. Ditmaal diende ze wel een aanklacht in, maar helaas voor haar had Pratt dit keer geen bewijzen achtergelaten. Derhalve kon Regina niets bewijzen. Aiden haalde echter enkele oude bewijzen van de eerste verkrachting weer tevoorschijn, waaronder een van Pratts haren. Ze had het plan om deze op de plaats van de tweede verkrachting achter te laten zodat Pratt kon worden gearresteerd. Op het laatste moment besloot ze af te zien van dit plan, maar toen had ze het zegel op het zakje waar de haar in zat al verbroken. Mac Taylor, die erom bekendstond erg te zijn gesteld op de integriteit van zijn lab, zag geen andere keus dan haar te ontslaan wegens knoeien met bewijzen.
Aiden stond echter geheel achter Macs beslissing. Ze gaf ook toe niet zeker te zijn of ze dergelijke verleidingen in de toekomst ook zou kunnen weerstaan. Voordat ze vertrok, beloofde Mac haar dat ze Pratt vroeg of laat zouden arresteren. Aiden werd opgevolgd door Lindsay Monroe.
Na haar ontslag werd Aiden een particulier onderzoeker en bleef naar bewijzen zoeken die Pratts schuld konden bewijzen. In de aflevering Heroes werd Aiden door Pratt in de val gelokt en op brute wijze vermoord; haar lichaam werd in een gestolen auto verbrand. Voor haar dood liet ze echter cruciale bewijzen achter waarvan ze wist dat haar voormalige collega’s die zouden vinden. Deze bewijzen maakten dat Pratt eindelijk gearresteerd kon worden.
Aidens moord kwam als een harde klap voor Mac en zijn team, vooral voor detective Danny Messer.